# Хрящ-молочник повстистий
Хрящ-молочник повстистий (Lactarius vellereus (Fr.) Fr.) — умовно їстівний гриб з родини сироїжкових — Russulaceae. Місцеві назви — молочай, скрипун.
Шапка 5–15(30) см у діаметрі, щільном'ясиста, увігнуто розпростерта, біла, пізніше жовтувато-брудно-біла, коричнювато-біла, шершаво-волосисто-повстиста, суха. Пластинки білуваті, пізніше кремові, згодом рожевувато-жовтуваті, до червонувато-коричнюватих, з частими анастомозами, на місцях розриву темніють. Спори (7)9–12 × 7,5–10 мкм. Ніжка 2–6 × 2–5 см, щільна, білувата, пізніше жовтувата, тонкоповстиста. М'якуш щільний, білий, товстий, з приємним запахом, пекучо-їдкий, при розрізуванні на повітрі поволі жовтіє, згодом (через кілька годин) трохи рожевіє місцями. Молочний сік білий, на повітрі не змінюється, іноді дуже поволі жовтіє, гіркий.
В Україні поширений в Лісостепу та на Поліссі. Росте у листяних, хвойних та мішаних лісах; у липні — листопаді. Умовно їстівний гриб низької якості. Був знайдений на Буковині.
Використовують свіжим після відварювання (відвар вилити).